# Лабазюк Сергій Петрович
Сергій Петрович Лабазюк (нар. 4 червня 1980; Волочиськ, Хмельницька область, УРСР) — український політик та підприємець. Колишній генеральний директор ТОВ «Група компаній „ВІТАГРО“», яка займається рослинництвом, садівництвом та тваринництвом.
Народний депутат України 9-го, 8-го та 7-го скликань.. Член фракції «За майбутнє». Член Комітету з питань аграрної та земельної політики.
Голосував за закон України 12414, який був ухвалений з порушенням Регламенту Верховної Ради України та підпорядкував НАБУ та САП Генеральному прокурору.

## Життєпис
У 1999 році починає власну справу в сільському господарстві: закуповує сільськогосподарську техніку і надає послуги з обробки земель для сільського населення.
У 2004 році закінчив Тернопільську академію народного господарства за спеціальністю «Економіка та управління трудовими ресурсами».
У 2004 році взяв в оренду перше господарство.
У 2004 році заснував ТОВ «Аграрна компанія 2004». На цей момент почесний президент ТОВ «Група компаній „ВІТАГРО“».
Фактичний співвласник телеканалу ТВ7+ (Хмельницький).

## Політика
У 2006 році обраний депутатом Волочиської районної ради.
У 2007 році балотувався до Верховної Ради 6 скликання від Блоку Литвина номером 189 у списку.
З 2010 — депутат Хмельницької обласної ради від «Народної партії» Володимира Литвина, був членом партії.
З 2012 року — депутат Верховної Ради України по мажоритарному виборчому округу № 188 (частина міста Хмельницького, Волочиський, Хмельницький райони).
Один із народних депутатів, які голосували за диктаторські закони 16 січня 2014 року. 1 серпня 2014 року подав заяву з проханням вважати результат голосування як «не голосував». Згодом заявив, буцімто насправді він не голосував за ці закони.
2014 року обраний депутатом від 118-у округу, був членом депутатської групи «Воля народу», членом Комітету з питань аграрної політики та земельних відносин, делегатом від України у ПАРЄ.
2015 року створив партію «Поруч», балотувався до Хмельницької міської ради першим кандидатом партії. У підсумку партія набрала більшість у Волочиському та Хмельницькому районах.
2019 року переміг у виборах за 188 мажоритарним в.о..
30 червня 2020 року увійшов до депутатської групи «Партія „За майбутнє“». Як член «аграрного» комітету Верховної Ради України ймовірно мав конфлікт інтересів.
Займався неособистим голосуванням.

## Розслідування

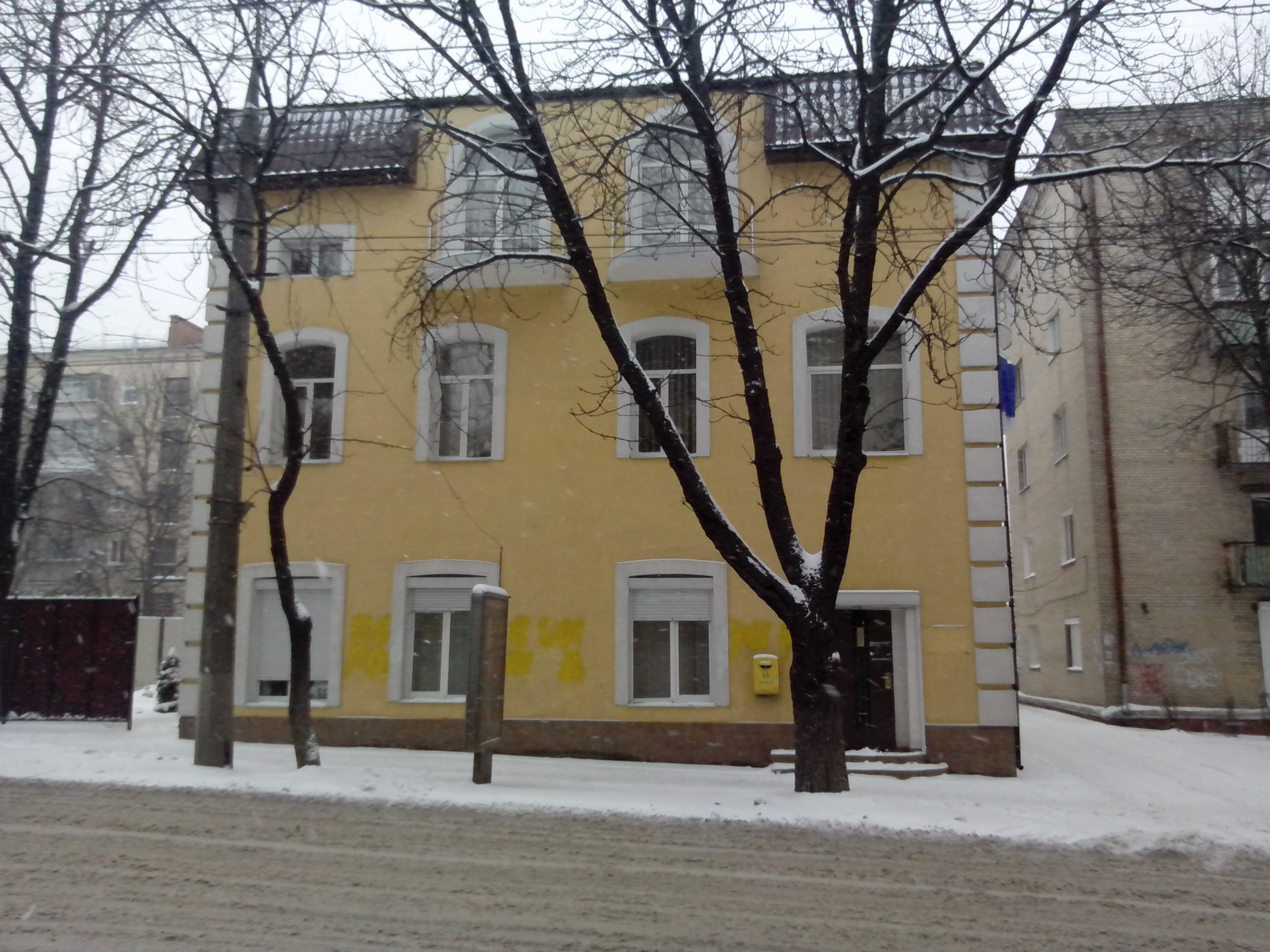
Свіжозафарбований напис «Голосуєш за диктатуру — горітимеш в пеклі» на приймальні Лабазюка в Хмельницькому, 20 січня 2014

Фігурант антикорупційних розслідувань за фактом політичної корупції та тендерних махінацій.
В грудні 2020 року ветеран АТО Олексій Кравчук заявив про погрози його родині після того, як він опублікував відео, де Лабазюк ображав його побратимів.
Журналісти видання «Наші гроші» повідомили про причетність підприємства ТОВ «Інвестиційна компанія „Вітагро“» Лабазюка у прихованій приватизації державного підприємства «Завод „Маяк“».
Серед найбільших отримувачів бюджетної допомоги на сільське господарство у 2018 році — низка компаній, власниками яких є депутати-члени комітету з питань аграрної політики або ж агрофірми їхніх родин, родичів чи помічників. За даними журналістів програми «Схеми», Понад 60 млн грн державної підтримки отримали фірми Лабазюка за напрямком надання часткової компенсації вартості будівництва та реконструкції об'єктів.

### Спроба підкупу
21 листопада 2023 року Лабазюка викрили у спробі підкупу топпосадовців у сфері відновлення. Раніше, у серпні того ж року Лабазюк звернувся до топпосадовця Міністерства відновлення з проханням надати його компанії підряди з відбудови об'єктів на 1 млрд грн. За це пообіцяв хабар у розмірі 3-5 % від вартості кожного підряду. Після надходження 50 млн грн за підряд з відновлення зруйнованого мосту, Лабазюк через посередника надав викривачу-топпосадовцю хабар на $150 тис.. Його дії було кваліфіковано за ч. 4 ст. 369 ККУ.
28 листопада 2023 року ВАКС відправив Лабазюка під арешт до 21 січня з можливістю внесення застави. Того ж дня за Лабазюка внесли 40 млн грн застави та випустили з СІЗО.

## Родина
Батько та брат власники родинного бізнесу.
Одружений, має двох дочок. Разом із дружиною Віолетою заснували благодійний фонд «Ми поруч».